# Ядлівчак рудобокий
Ядлівча́к рудобокий (Colluricincla fortis) — вид горобцеподібних птахів родини свистунових (Pachycephalidae). Ендемік Папуа Новій Гвінеї. Раніше вважався конспецифічним з лісовим ядлівчаком.

## Підвиди
Виділяють три підвиди:
- C. f. fortis (Gadow, 1883) — острови Д'Антркасто;
- C. f. trobriandi (Hartert, E, 1896) — острови Тробріана;
- C. f. despecta (Rothschild & Hartert, E, 1903) — південний схід Новій Гвінеї (на захід до затоки Гуон[en] і на південь до верхів'їв річок Дігул і Флай).

## Поширення і екологія
Рудобокі ядлівчаки мешкають на Новій Гвінеї та на сусідніх островах. Вони живуть переважно у рівнинних і гірських вологих тропічних лісах і на узліссях, трапляються в мангрових лісах. Зустрічаються поодинці або парами, іноді невеликими зграйками. Живляться комахами та іншими безхребетними, яких шукають серед листя. 